# Ditaxodon taeniatus
Ditaxodon taeniatus is een slang uit de familie toornslangachtigen (Colubridae) en de onderfamilie Dipsadinae.

## Naam en indeling
De wetenschappelijke naam van de soort werd voor het eerst voorgesteld door Wilhelm Peters in 1868. Oorspronkelijk werd de naam Philodryas taeniatus gebruikt en later werd de slang tot het geslacht Conophis gerekend. Het is de enige soort uit het monotypische geslacht Ditaxodon.

## Verspreidingsgebied
Ditaxodon taeniatus komt voor in delen van Zuid-Amerika en leeft endemisch in Brazilië. Mogelijk kot de slang ook voor in Peru.